# Mycosphaerella tussilaginis
Mycosphaerella tussilaginis är en svampart som först beskrevs av Rehm, och fick sitt nu gällande namn av Gustav Lindau 1903. Mycosphaerella tussilaginis ingår i släktet Mycosphaerella och familjen Mycosphaerellaceae.   Inga underarter finns listade i Catalogue of Life.